# Claude (Texas)
Claude é uma cidade localizada no estado norte-americano de Texas, no Condado de Armstrong.

## Demografia
Segundo o censo norte-americano de 2000, a sua população era de 1313 habitantes.
Em 2006, foi estimada uma população de 1294, um decréscimo de 19 (-1.4%).

## Geografia
De acordo com o United States Census Bureau tem uma área de
4,4 km², dos quais 4,4 km² cobertos por terra e 0,0 km² cobertos por água. Claude localiza-se a aproximadamente 1019 m acima do nível do mar.

## Localidades na vizinhança
O diagrama seguinte representa as localidades num raio de 40 km ao redor de Claude.